# 斯佩爾曼 (德克薩斯州)
斯佩爾曼（英語：Spearman）是一個位於美國德克薩斯州漢斯福德縣的城市。根據2010年美國人口普查，該地共人口3368人，而該地的面積約為5.40平方千米。同時該地也是漢斯福德縣的縣治。

## 地理
斯佩爾曼的座標為36°11′40″N 101°11′39″W / 36.19444°N 101.19417°W，而該地的平均海拔高度為946米（即3104英尺）。